# LUV TRACKS
『LUV TRACKS』（ラブ・トラックス）は、2018年4月2日から2022年3月17日まで放送していたエフエム北海道（AIR-G'）のラジオ番組。

## 番組概要・放送時間
- 音楽・ドライブ・笑いの要素を織り交ぜた「DRIVING COMEDY MUSIC PROGRAM!!!」 をコンセプトに、新旧良質な音楽を取り上げつつドライバーや様々なライフスタイルで聞くリスナーへ向けて「平日夕方、クスッと笑ってしまう小ネタ」を届けるワイド番組。
- 放送時間：毎週月曜 - 木曜 16:00 - 18:55（生放送）
  - 2020年8月より毎週水曜日のみ期間限定で16:00 - 19:58枠で放送。大喜利企画「水曜の「○○○グランプリ」」を展開。
  - 2020年10月より毎週水曜日拡大の反響を受けて全曜日を30分拡大し16:00 - 19:30とする。
  - 2021年4月、日替わりコーナーリニューアルともに放送時間が通常16:00 - 18:55に戻る。
- 2021年5月20日には特別企画「Nodobotoke」を実施。
- 2022年3月17日を以て放送終了[1]。

## 出演
- きーぽん[2]（サンミュージック所属）2018年10月1日 - 
  - スターバックスの「サイレン」の仮装をする「スタバママ」とは旧知の仲で大親友。稀に番組途中から登場する事もある。

### 過去
- 岩ヰフミト（プレイリスター）
- 林唯衣（2018年4月2日 - 2018年9月27日）

## 主なコーナー
Pon De Push（ポン・デ・プッシュ）
17時台実施。ミュージシャン・俳優・インフルエンサー等ジャンルを問わず今こそ知ってもらいたい「表現者」を独自の目線でピックアップし紹介する。
KEEP'ON ANNIVERSARY〜
（提供：ふるさと電報 北海道）
リスナーの誕生日・結婚記念日など記念ごとの大・小問わずリスナーの記念日を全力で祝福するコーナー。毎週1名に「ふるさと電報 北海道」を用いてパーソナリティきーぽんからの祝福の電報が贈られる。
MUSIK BARISTA
1つのテーマに沿ってプレイリスターの選曲による楽曲をオンエアするコーナー。
2019年3月まで本番組で実施し、同年4月からは時間を拡大し月〜木曜20:00 - 21:30)の帯番組として独立。

### 曜日別コーナー
- きーぽんテレフォン - 月曜16時台実施
- ぽんきーさんといっしょ - きーぽんがある1曲を聞いて描いた絵を番組ホームページに掲載し、何の曲をイメージして描いたかをリスナーから予想してもらうクイズ企画。火曜16時台実施。
- ここ聞けアワーHyper - 「ここ聞けアワー」のリニューアル版、水曜16時台実施。
- おしゃべりマキアート - 「How To カスタマイズ」のリニューアル版、木曜16時台実施。

### 過去の曜日別コーナー
月曜日
- きーぽんトラベル[4] - きーぽんが超敏腕旅行添乗員役となり道内や国内外問わず独自の目線と感性で選んだ気になるイベントや旅行先の情報を紹介する16時台実施のコーナー。火曜にも実施された。
- クイズきーぽネア[5] - 水曜の〇〇グランプリから派生し、毎回リスナー1名に生電話をつなぎきーぽんやAIR-G'にまつわるクイズなどを出題する19時台実施のコーナー。
- WE LOVE そらち[6] - 空知信用金庫提供、南空知地方のグルメ情報やお出かけしたくなる観光情報を発信する16時台実施のコーナー。
- きーぽんストレッチ[7] - ボディメンテ提供、仕事の合間の少しの時間にプチリフレッシュできるストレッチを札幌市東区「筋肉の整体 均整館」の指導のもと紹介する2020年7月実施の期間限定コーナー。
- きーぽんスリープ[8] - ブレインスリープ提供、リスナーから眠りに関するテーマメッセージを募集・紹介する2022年6月開始の18時台コーナー。毎週1名に高級枕「ブレインスリープピロー」をプレゼントした。

火曜日
- 鉄矢選手権（仮）[5] - リスナーと電話をつなぎ、武田鉄矢のモノマネで競い合う。
- KEEP ON!ホッカイドウ競馬!![9] - ホッカイドウ競馬提供、競馬初心者のきーぽんがAIR-G'の競馬マスターこと高山秀毅とともに競馬の魅力や基礎知識を教えてもらいつつ、ホッカイドウ競馬の情報を紹介する18時台のコーナー。競馬初心者でも答えられるクイズ「高山さんクイズ」も出題。

水曜日
- How To カスタマイズ[10] - きーぽんが愛してやまないスターバックスコーヒーについて、スタバママから聞いた豆知識を交えつつ語る16時台実施のコーナー。
- ここ聞けアワー[5] - 「この曲のココを聞いてほしい」と感じる5秒から15秒ほどのピンポイントでマニアックなポイントをリスナーから募集・紹介し語り合う19時台実施のコーナー。
- Pon De Circle（ポン・デ・サークル） - 音楽・お笑い・俳優・ 職人などなど、業種・ジャンルを問わず、きーぽん　と縁のある表現者や今気になる表現者を迎えインタビューし、きーぽんの和を広げる19時台のコーナー。

木曜日
- きーぽんヘッドライン[11] - 北海道ローカルから日本・全世界まで世の中のニュスからきーぽんがちょっと気になる話題をピックアップし紹介する16時台実施のコーナー。
- きーぽん反省会[5] - 良い週末・月曜日を迎えるべくその週4日間の放送を振り返り反省ポイントのシーンを再放送しつつ再発防止に努めるとともに、リスナーから寄せられた1週間の反省エピソードも紹介ししっかり反省する19時台実施のコーナー。

### 主なゲスト
Pon de Circle
- ルーシー (ラジオDJ・レポーター）「Honda Smile Mission （TOKYO FM) 」 - 過去にきーぽんと同じくワタナベエンターテインメントに所属していたこともあり、二人によるコラボライブ『ドライ・マティーニ』を開催するなど旧知の仲で、ラジオDJとしては番組最多ゲスト出演となった。
- クッキング戦士クックマン（栃木県大田原を中心に”地球の食の平和を守るヒーロー”）
- 大桶純一（芸人・構成作家、元パップコーン）妖怪博士としてゲスト出演
- 浜みか（声優、きーぽんの姉）
- 事務員G（ピアニスト・ラジオDJ）
- 水谷駿（歌手、俳優、タレント）
- 芦沢ムネト（芸人・ラジオDJ、パップコーン）『SCHOOL OF LOCK!（TOKYO FM）』で三代目教頭　｢あしざわ教頭｣として出演。

## タイムテーブル
| 時間    | 月曜日                                                              | 火曜日                                                              | 水曜日                                                              | 木曜日                                                              |
| ------- | ------------------------------------------------------------------- | ------------------------------------------------------------------- | ------------------------------------------------------------------- | ------------------------------------------------------------------- |
| 16:00   | OPNING TALK（テーマ発表/プレゼント告知）                            | OPNING TALK（テーマ発表/プレゼント告知）                            | OPNING TALK（テーマ発表/プレゼント告知）                            | OPNING TALK（テーマ発表/プレゼント告知）                            |
| 16:20頃 | きーぽんテレフォン                                                  | ぽんきーさんといっしょ                                              | ここ聞けアワーHyper                                                 | おしゃべりマキアート                                                |
| 16:45頃 | 〜KEEP'ON ANNIVERSARY〜（ファイターズ試合日は17時に移動）           | 〜KEEP'ON ANNIVERSARY〜（ファイターズ試合日は17時に移動）           | 〜KEEP'ON ANNIVERSARY〜（ファイターズ試合日は17時に移動）           | 〜KEEP'ON ANNIVERSARY〜（ファイターズ試合日は17時に移動）           |
| 17:00   | 〜Pon De Push（ポン・デ・プッシュ）〜※ゲスト&特集コーナー           | 〜Pon De Push（ポン・デ・プッシュ）〜※ゲスト&特集コーナー           | 〜Pon De Push（ポン・デ・プッシュ）〜※ゲスト&特集コーナー           | 〜Pon De Push（ポン・デ・プッシュ）〜※ゲスト&特集コーナー           |
| 17:30   | ＜道路交通情報＞                                                    | ＜道路交通情報＞                                                    | ＜道路交通情報＞                                                    | ＜道路交通情報＞                                                    |
| 17:48   | SUZUKI No.1 Factory（TOKYO FM）                                     | SUZUKI No.1 Factory（TOKYO FM）                                     | SUZUKI No.1 Factory（TOKYO FM）                                     | SUZUKI No.1 Factory（TOKYO FM）                                     |
| 18:00   | ラブ★トラック ※トラックドライバー応援コーナー                       | ラブ★トラック ※トラックドライバー応援コーナー                       | ラブ★トラック ※トラックドライバー応援コーナー                       | ラブ★トラック ※トラックドライバー応援コーナー                       |
| 18:10   | ＜道路交通情報＞                                                    | ＜道路交通情報＞                                                    | ＜道路交通情報＞                                                    | ＜道路交通情報＞                                                    |
| 18:15   | きーぽんウェザー（天気予報）                                        | きーぽんウェザー（天気予報）                                        | きーぽんウェザー（天気予報）                                        | きーぽんウェザー（天気予報）                                        |
| 18:45   | STOP!! DRUNK DRIVING PROJECT（北海道エネルギー / トミーモータース） | STOP!! DRUNK DRIVING PROJECT（北海道エネルギー / トミーモータース） | STOP!! DRUNK DRIVING PROJECT（北海道エネルギー / トミーモータース） | STOP!! DRUNK DRIVING PROJECT（北海道エネルギー / トミーモータース） |
| 18:55   | ＜エンディング＞                                                    | ＜エンディング＞                                                    | ＜エンディング＞                                                    | ＜エンディング＞                                                    |

## エピソード
- 2020年12月4日に札幌BESSIE HALLにて予定していたADAM at全国ツアー「零Release Tour 2020」が新型コロナウイルスに伴い開催延期となり、ADAM atの強い意向でライブ開催予定日前日の12月3日放送の本番組に特別ゲスト出演し北海道のファンに向けたオリジナルのラジオライブ音源を放送、この特別企画によりADAM atは準レギュラー扱いとなった。